# Вибромолот
Вибромолот — строительная машина, предназначенная для погружения в грунт металлических свай, труб и шпунта с помощью вибрации или ударных нагрузок. Вибромолоты применяют также для погружения железобетонных свай в водонасыщенные грунты.
Вибрация молоту придаётся за счёт вращения дебалансов, подобно тому, как это реализовано в конструкциях вибропогружателей.
В отличие от вибропогружателей, вибромолоты способны погружать сваи в более плотные грунты.
Вибромолоты входят в состав комплексов оборудования, к которым также относятся копры и самоходные краны соответствующей конструкции.
Частота ударов вибромолота доходит до 480 в минуту.
Вибромолоты способны погружать металлический шпунт длиной до 13 м и металлические сваи длиной до 20 м.